# Цеханавичюте, Раса Альгимантовна
Раса Альгимантовна Цеханавичюте (род. 15 апреля 1971, Каунас) — российская самбистка и дзюдоистка, призёр чемпионатов России по дзюдо, чемпионка и призёр чемпионатов России по самбо, серебряный призёр чемпионата Европы по дзюдо среди полицейских, чемпионка и призёр чемпионатов Европы по самбо, призёр чемпионатов мира по самбо, обладательница Кубка мира по самбо, мастер спорта России международного класса по дзюдо, Заслуженный мастер спорта России по самбо (28 июня 2000 года).

## Биография
С детства увлекалась спортом. Перепробовала многие виды: теннис, настольный теннис, плаванье, лыжи, хоккей, футбол, лёгкая атлетика, конный спорт. В итоге остановилась на самбо и дзюдо. Ради них забросила и учёбу, и остальные виды спорта. Переехала в Дзержинск и стала заниматься у известного тренера Михаила Аршинова. Вынуждена была оставить спорт, так как готовилась стать матерью.
8-9 октября 2011 года в рамках Фестиваля борьбы «Созвездие» в Дзержинске проводился турнир по самбо на призы Расы Цеханавичюте.

## Спортивные результаты
- Чемпионат России по дзюдо 1992 года — ;
- Чемпионат России по дзюдо 1995 года — ;
- Чемпионат России по дзюдо 1996 года — ;
- Чемпионат России по дзюдо 1998 года — ;
- Чемпионат России по самбо среди женщин 1999 года — [3];